# Восток (космический корабль)

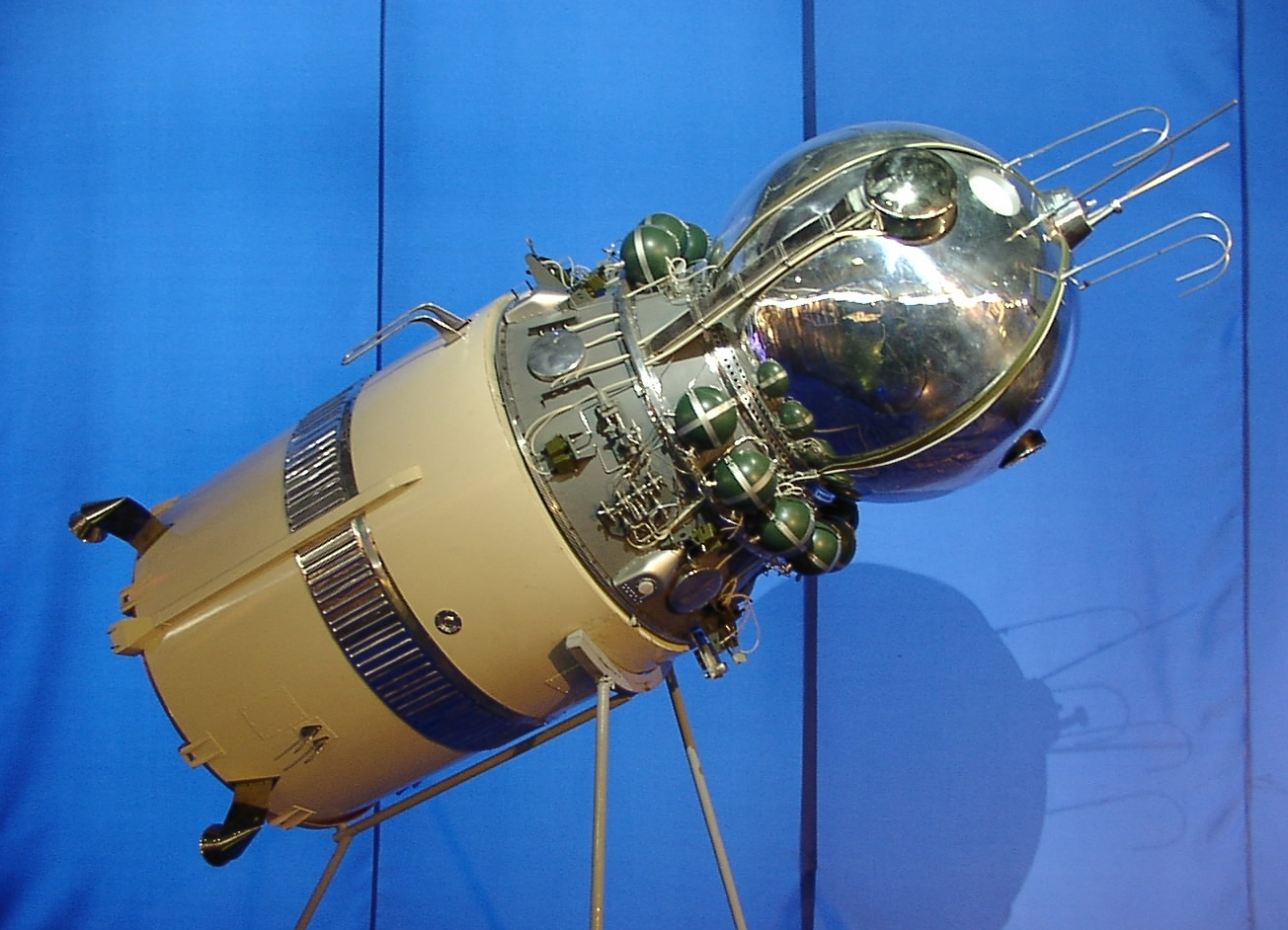
Модель космического корабля «Восток» с верхней ступенью РН

«Восток» (изд. 3КА) — наименование серии советских космических кораблей, предназначенных для пилотируемых полётов по околоземной орбите. Создавались ведущим проектировщиком К. П. Феоктистовым и ведущим конструктором О. Г. Ивановским под руководством генерального конструктора ОКБ-1 С. П. Королёва с 1958 по 1963 год.
Первый пилотируемый «Восток», запуск которого состоялся 12 апреля 1961 года, стал первым в мире космическим аппаратом, позволившим осуществить полёт человека в космическое пространство.
Если первый «Восток» с Ю. А. Гагариным на борту совершил только 1 оборот вокруг Земли, облетев планету за 106 минут, то полёт корабля «Восток-5» с В. Ф. Быковским продолжался уже около 5 суток. За это время корабль 81 раз обогнул Землю.
Основными научными задачами, решаемыми на кораблях «Восток», были изучение воздействий условий орбитального полёта на состояние и работоспособность космонавта, отработка конструкции и систем, и проверка основных принципов построения космических кораблей.
Несмотря на завершение основной программы, модификации базовой конструкции «Востоков» продолжали использоваться и дальше, и стали основой разнообразных советских и российских спутников, предназначенных для военной разведки, картографии, изучения земных ресурсов и биологических исследований.

## История создания

### Начало работ
М. К. Тихонравов, работавший в ОКБ-1, начал работу по созданию пилотируемого космического корабля весной 1957 года. В апреле 1957 года был подготовлен план проектных исследований, предусматривающий, помимо прочего, создание пилотируемого корабля-спутника. В период с сентября 1957 по январь 1958 годов проводились исследования различных схем спускаемых аппаратов для возвращения с орбиты ИСЗ.
Всё это позволило уже к апрелю 1958 года определить основные черты будущего аппарата: в проекте фигурировала масса от 5 до 5,5 тонн, ускорение при входе в атмосферу от 8 до 9 G, сферический спускаемый аппарат, поверхность которого должна была нагреваться при входе в атмосферу от 2 до 3,5 тысяч градусов Цельсия. Вес теплозащиты должен был составить от 1,3 до 1,5 тонн, а предположительная точность приземления — 100—150 километров. Рабочая высота полёта корабля — 250 километров. При возвращении на высоте от 10 до 8 километров предусматривалось катапультирование пилота корабля. В середине августа 1958 года был подготовлен отчёт, обосновывающий возможность принятия решения о развёртывании опытно-конструкторских работ, и уже осенью начата работа по подготовке конструкторской документации. В мае 1959 года был подготовлен отчёт, содержащий баллистические расчёты по спуску с орбиты.
22 мая 1959 года результаты работ были закреплены в постановлении ЦК КПСС и Совета Министров СССР № 569—264 о разработке экспериментального корабля-спутника, где были определены основные цели и назначены исполнители. Изданное 10 декабря 1959 года постановление ЦК КПСС и Совета Министров СССР № 1388—618 «О развитии исследований космического пространства» утвердило главную задачу — осуществление полёта человека в космос.
В 1959 году ведущим конструктором первых пилотируемых космических кораблей «Восток» был назначен О. Г. Ивановский. К апрелю 1960 года был разработан эскизный проект корабля-спутника «Восток-1», представленного как экспериментальный аппарат, предназначенный для отработки конструкции и создания на его основе спутника-разведчика «Восток-2» и пилотируемого космического корабля «Восток-3». Порядок создания и сроки запуска кораблей-спутников были определены постановлением ЦК КПСС № 587—238 «О плане освоения космического пространства» от 4 июня 1960 года. В 1960 году в ОКБ-1 группой конструкторов под руководством О. Г. Ивановского был создан прототип одноместного космического корабля. Вместе с этим в проекте принимал участие Борис Андреевич Адамович, который занимался руководством группы по созданию ТЗ тормозной системы корабля.

### Беспилотные корабли-спутники

Схема корабля

К лету 1960 года была завершена разработка и начаты комплексные испытания космического корабля по программе Спутник.
15 мая 1960 года был осуществлён запуск первого корабля-спутника «Спутник-4». Упрощённый вариант корабля не имел тепловой защиты, систем жизнеобеспечения и приземления. Главной задачей запуска являлась проверка работы основных систем. Из-за неисправности в системе ориентации при включении тормозной двигательной установки корабль перешёл на более высокую орбиту, где и произошло отделение спускаемого аппарата.
28 июля 1960 года был выполнен запуск корабля-спутника (без номера) «Спутник-5-1» с подопытными животными на борту (собаки Чайка и Лисичка). Вследствие аварии ракеты-носителя корабль на орбиту не вышел.
19 августа 1960 года состоялся первый полностью успешный запуск второго корабля-спутника «Спутник-5», подопытные животные (собаки Белка и Стрелка, мыши, насекомые), растения и другие биологические объекты успешно вернулись на Землю в спускаемом аппарате корабля.
11 октября 1960 года — постановление ЦК КПСС и Совета Министров СССР № 1110—462 определило запуск космического корабля с человеком на борту как задачу особого назначения и наметило срок подобного запуска — декабрь 1960 года.
Тем временем, 1 декабря 1960 года был выполнен запуск третьего корабля-спутника «Спутник-6», совершившего успешный орбитальный полёт. Однако из-за аварии в работе тормозной двигательной установки и спуска в нерасчётном районе спускаемый аппарат с собаками Пчёлка и Мушка был подорван.
22 декабря 1960 года состоялся запуск корабля-спутника (без номера) «Спутник-7-1». Авария ракеты-носителя на позднем этапе запуска привела к аварийному отделению спускаемого аппарата с собаками Комета и Шутка, который совершил суборбитальный полёт и успешно приземлился.
9 марта 1961 года состоялся старт «Спутника-9» — первый запуск модифицированного корабля ЗКА (четвёртого корабля-спутника), разрабатываемого уже для полёта человека. На его борту находился манекен человека («Иван Иванович»), собака Чернушка и другие подопытные животные. Программа полёта была полностью выполнена.
25 марта 1961 года был выполнен старт «Спутника-10» — второй запуск модифицированного корабля ЗКА (5-го корабля-спутника) с аналогичной программой полёта. Спускаемый аппарат с собакой Звёздочкой успешно приземлился, а манекен, в соответствии с планом полёта, был катапультирован. Запуск стал завершающей проверкой космического корабля перед полётом человека.

### Пилотируемые космические корабли
Помимо двух аварий ракет-носителей при запуске, из пяти совершённых полётов, предшествующих полёту Ю. А. Гагарина, удачными были только три, однако последние два были успешными («зачётными»), и решение о первом в мире пилотируемом полёте в космос было принято. 

Если бы сейчас положили на полигоне где-нибудь корабль «Восток», и все современные главные сели бы, посмотрели бы на него, никто бы ни за что не проголосовал пускать такой ненадёжный корабль. (смеётся) Я, который тоже подписал документы, что у меня все в порядке, гарантирую безопасность полёта, сегодня я бы никогда этого не подписал. (смеётся) Потому что получили огромный опыт и поняли, как сильно, действительно, мы рисковали.
— Борис Черток, академик РАН.
Система осушения
Одним из недостатков «Востока» была дефектная система осушения воздуха.  В результате влажность в кабине постепенно поднималась до опасного, а в конечном итоге до смертельного уровня. По существу, это нельзя было назвать системой регенерации воздуха, поскольку при достаточной продолжительности полета она превращалась в систему отравления воздуха. Было очевидно, что ОКБ-124 — конструкторское бюро, отвечавшее за разработку этой системы жизнеобеспечения, — с треском провалило свою задачу. Его главный конструктор Григорий Воронин выслушал от Королева много нелестного. Но времени на дополнительные испытания уже не было. Пришлось обходиться воронинской системой. На ключевом совещании государственной комиссии по «Востоку» 6 апреля Королев предложил оставить ее в первом пилотируемом полете как есть, несмотря на недостатки. В срок, названный Королевым Президиуму ЦК, нужно было уложиться, даже ценой повышения риска для жизни космонавта. И на этот риск пошли. 
Тормозной двигатель
Согласившись сохранить дефектную систему осушения, государственная комиссия, по существу, делала ставку на то, что «Восток» пробудет на орбите только запланированные 100 с небольшим минут. Иными словами, она надеялась, что единственный тормозной двигатель космического корабля обязательно сработает. Если он откажет, не будет никакой гарантии, что космонавт сможет прожить те 10 суток, которые потребуются земной атмосфере, чтобы свести корабль с орбиты. Конструктор тормозной системы «Востока» А. М.  Исаев переживал из-за него с самого начала:«А если из-за меня человек не вернется на Землю? Останется только пулю в лоб!»; Королеву пришлось призывать его взять себя в руки.
Спуск в ручном режиме
Изначально спуск в ручном режиме не предусматривался, поскольку Королёв был сторонником полной автоматизации управления. Однако в последние дни перед стартом он изменил свое мнение и распорядился обучить космонавтов выполнять торможение в случае отказа автоматики. Возможность ручного спуска вызвала возражение со стороны КГБ, поскольку теоретически космонавт был в состоянии направить свой корабль в США — и никто не смог бы остановить его. Поэтому первый заместитель председателя КГБ П. И. Ивашутин настаивал на сохранении на «Восходе» самоликвидатора (бортовой бомбы), в том числе и при пилотируемом полете.  Однако это мнение было отвергнуто комиссией. 
Запуски
12 апреля 1961 года в 9 часов 6 минут 59,7 секунд с космодрома Байконур стартовал первый космический корабль с человеком на борту «Восток-1». На борту корабля находился лётчик-космонавт Ю. А. Гагарин. За 108 минут корабль совершил один виток вокруг Земли и выполнил посадку недалеко от деревни Смеловка Терновского района Саратовской области (ныне Энгельсский район).
Всего, начиная с 1960 года, по программе было запущено в полёт шесть беспилотных аппаратов (считая суборбитальный полёт и не считая одну аварию на старте). Вместе с состоявшимися в дальнейшем шестью пилотируемыми полётами по программе «Восток», было запущено 12 космических кораблей.
На кораблях серии осуществлены первые в мире суточный полёт, групповые полёты двух кораблей и полёт женщины-космонавта.
Ещё 4 планировавшихся пилотируемых полёта (в том числе более длительные, маневрирующий, с созданием искусственной гравитации) были отменены.

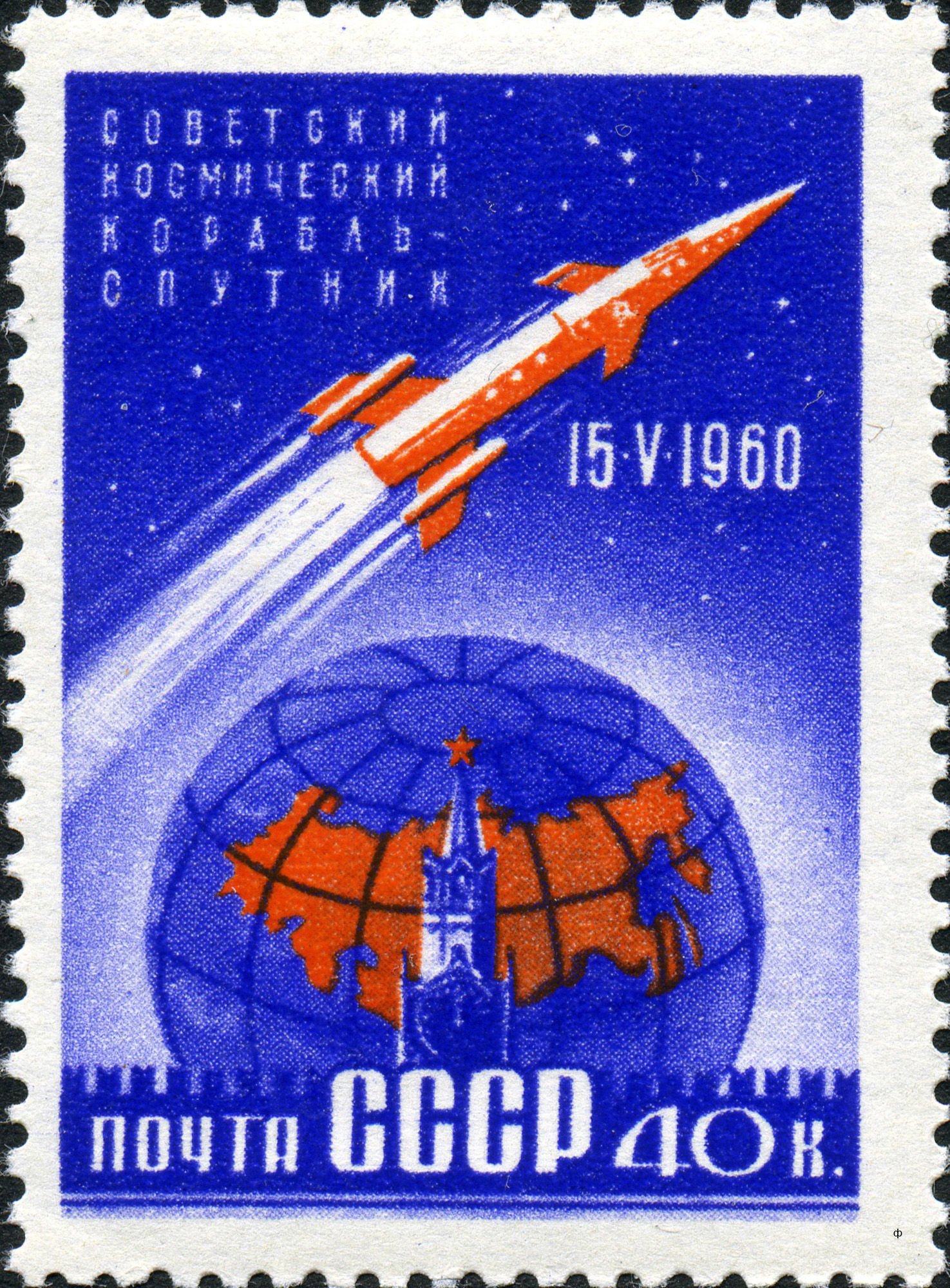
Почтовая марка СССР 1960 года. 1-й корабль-спутник, прототип

## Список запусков кораблей-спутников
| №   | Дата (UTC)                                                                                              | Имя | NSSDC ID                                                                                                | Модификация                                                                                             | Примечания                                                                                              |
| --- | --- | --- | --- | --- | --- |
| 1   | 15 мая 1960 00:00                                                                                       | Спутник-4                                                                                               | 1960-005A                                                                                               | Восток-1П                                                                                               | 1-й корабль-спутник, прототип                                                                           |
| 2   | 28 июля 1960 09:31                                                                                      | Спутник-5-1                                                                                             | — | Восток-1 № 1                                                                                            | авария РН, на орбиту не вышел                                                                           |
| 3   | 19 августа 1960 08:38                                                                                   | Спутник-5                                                                                               | 1960-011A                                                                                               | Восток-1 № 2                                                                                            | 2-й корабль-спутник                                                                                     |
| 4   | 1 декабря 1960 07:26                                                                                    | Спутник-6                                                                                               | 1960-017A                                                                                               | Восток-1 № 3                                                                                            | 3-й корабль-спутник                                                                                     |
| 5   | 22 декабря 1960 07:45                                                                                   | Спутник-7-1                                                                                             | — | Восток-1 № 4                                                                                            | авария РН, суборбитальный полёт                                                                         |
| 6   | 9 марта 1961 06:28                                                                                      | Спутник-9                                                                                               | 1961-008A                                                                                               | Восток-3 № 1                                                                                            | 4-й корабль-спутник                                                                                     |
| 7   | 25 марта 1961 06:00                                                                                     | Спутник-10                                                                                              | 1961-009A                                                                                               | Восток-3 № 2                                                                                            | 5-й корабль-спутник                                                                                     |
| 8   | 12 апреля 1961 06:07                                                                                    | Восток-1                                                                                                | 1961-012A                                                                                               | Восток-3А № 3                                                                                           | первый пилотируемый полёт                                                                               |
| 9   | 6 августа 1961 06:00                                                                                    | Восток-2                                                                                                | 1961-019A                                                                                               | Восток-3А № 4                                                                                           | |
| 10  | 11 декабря 1961 09:39                                                                                   | — | — | Восток-2 № 1                                                                                            | авария третьей ступени РН, корабль подорван                                                             |
| 11  | 26 апреля 1962 10:02                                                                                    | Космос-4                                                                                                | 1962-014A                                                                                               | Восток-2 № 2                                                                                            | |
| 12  | 1 июня 1962 09:38                                                                                       | — | — | Восток-2 № 3                                                                                            | |
| 13  | 28 июля 1962 09:18                                                                                      | Космос-7                                                                                                | 1962-033A                                                                                               | Восток-2 № 4                                                                                            | |
| 14  | 11 августа 1962 08:30                                                                                   | Восток-3                                                                                                | 1962-036A                                                                                               | Восток-3А № 5                                                                                           | |
| 15  | 12 августа 1962 08:02                                                                                   | Восток-4                                                                                                | 1962-037A                                                                                               | Восток-3А № 6                                                                                           | |
| 16  | 27 сентября 1962 09:39                                                                                  | Космос-9                                                                                                | 1962-048A                                                                                               | Восток-2 № 7                                                                                            | |
| 17  | 17 октября 1962 09:00                                                                                   | Космос-10                                                                                               | 1962-054A                                                                                               | Восток-2 № 5                                                                                            | |
| 18  | 22 декабря 1962 09:23                                                                                   | Космос-12                                                                                               | 1962-072A                                                                                               | Восток-2 № 6                                                                                            | |
| 19  | 21 марта 1963 08:30                                                                                     | Космос-13                                                                                               | 1963-006A                                                                                               | Восток-2 № 9                                                                                            | |
| 20  | 22 апреля 1963 08:30                                                                                    | Космос-15                                                                                               | 1963-011A                                                                                               | Восток-2 № 8                                                                                            | |
| 21  | 28 апреля 1963 08:50                                                                                    | Космос-16                                                                                               | 1963-012A                                                                                               | Восток-2 № 10                                                                                           | |
| 22  | 24 мая 1963 10:33                                                                                       | Космос-18                                                                                               | 1963-018A                                                                                               | Восток-2 № 11                                                                                           | |
| 23  | 14 июня 1963 14:59                                                                                      | Восток-5                                                                                                | 1963-020A                                                                                               | Восток-3А № 7                                                                                           | |
| 24  | 16 июня 1963 09:29                                                                                      | Восток-6                                                                                                | 1963-023A                                                                                               | Восток-3А № 8                                                                                           | |
| ••• | Далее был запущен ещё ряд беспилотных аппаратов модификации «Восток-2» («Зенит-2») под именем «Космос». | Далее был запущен ещё ряд беспилотных аппаратов модификации «Восток-2» («Зенит-2») под именем «Космос». | Далее был запущен ещё ряд беспилотных аппаратов модификации «Восток-2» («Зенит-2») под именем «Космос». | Далее был запущен ещё ряд беспилотных аппаратов модификации «Восток-2» («Зенит-2») под именем «Космос». | Далее был запущен ещё ряд беспилотных аппаратов модификации «Восток-2» («Зенит-2») под именем «Космос». |

## Модификации
Официальное постановление о начале разработки корабля «Восток» было принято 22 мая 1959. В эскизном проекте описывались три модификации космического аппарата:
- Восток-1 (1К) — корабль-прототип, использовался для проверки основных систем и отработки элементов конструкции;
- Восток-2 (2К) — корабль-прототип, использовался в качестве спутника фотоэлектронной разведки, в дальнейшем получил наименование «Зенит-2»;
- Восток-3 (3К) — пилотируемый космический корабль;

На базе корабля созданы пилотируемый корабль «Восход» и запускаемые по настоящее время беспилотные автоматические аппараты «Бион» и «Фотон».

## Устройство космического корабля

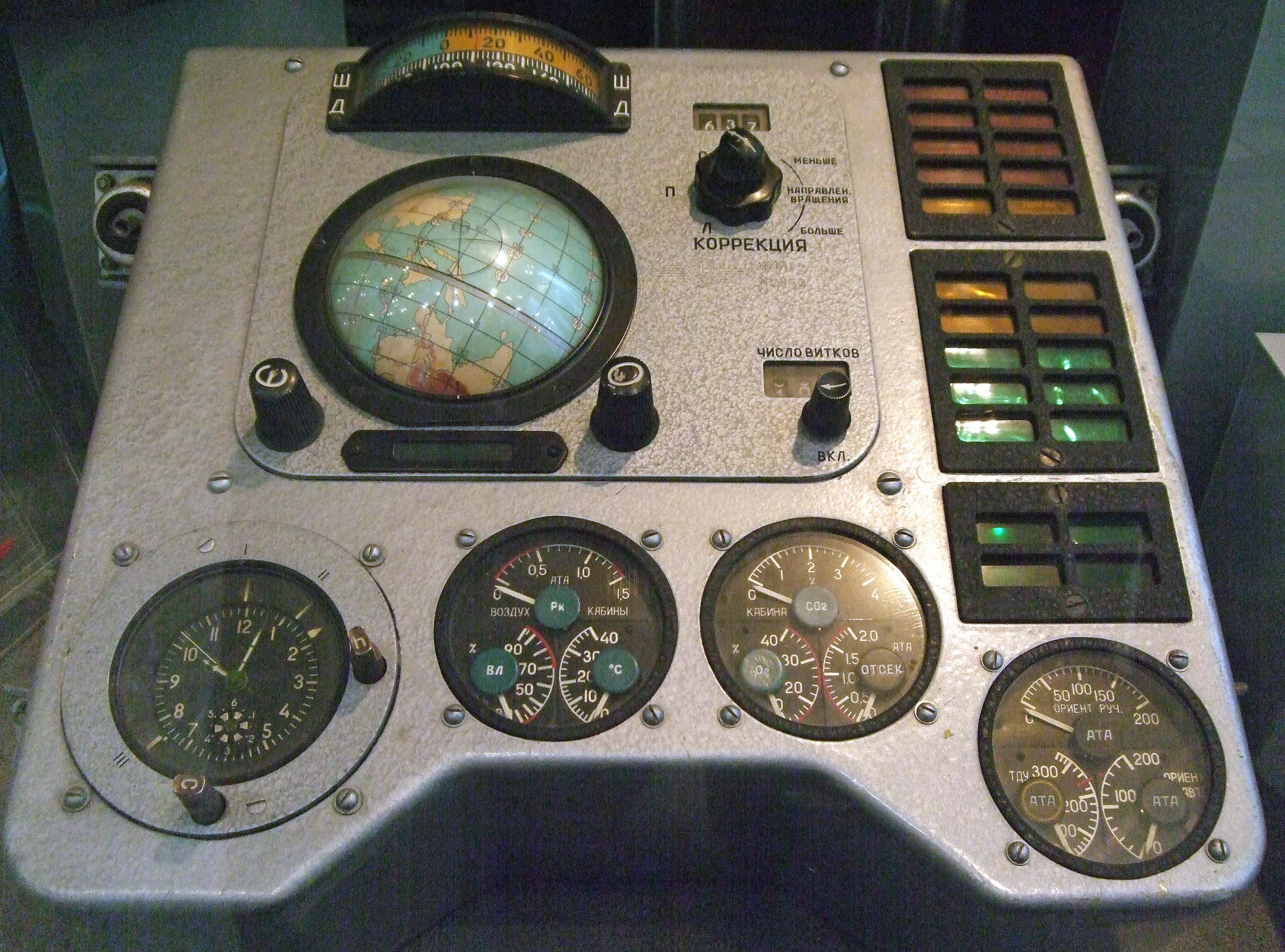
Приборная панель корабля «Восток-1» Ю. А. Гагарина. Центральный Музей Вооружённых Сил, Москва

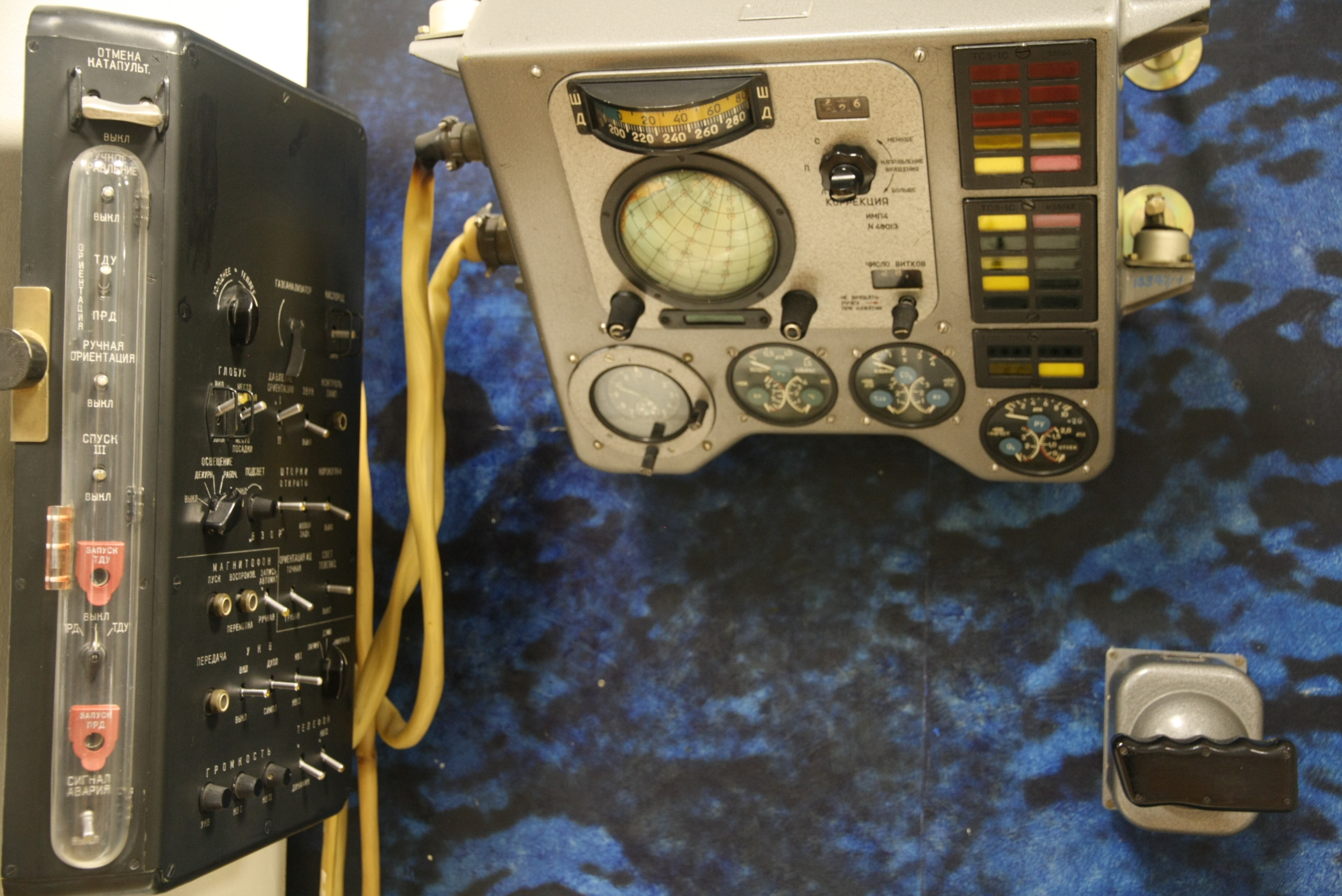
Расположение приборов и органов управления в кабине кораблей «Восток»

Общая масса космического корабля достигала 4,73 тонны, длина (без антенн) — 4,4 м, а максимальный диаметр — 2,43 м.
Корабль состоял из сферического спускаемого аппарата (массой 2,46 тонны и диаметром 2,3 м) также выполняющего функции орбитального отсека, и конического приборного отсека (массой 2,27 тонны и максимальным диаметром 2,43 м). Масса теплозащиты от 1,3 тонны до 1,5 тонн. Отсеки механически соединялись между собой при помощи металлических лент и пиротехнических замков. Корабль оснащался системами: автоматического и ручного управления, автоматической ориентации на Солнце, ручной ориентации на Землю, жизнеобеспечения (рассчитанной на поддержание внутренней атмосферы, близкой по своим параметрам к атмосфере Земли в течение 10 суток), командно-логического управления, электропитания, терморегулирования и приземления. Для обеспечения задач по работе человека в космическом пространстве корабль снабжался автономной и радиотелеметрической аппаратурой для контроля и регистрации параметров, характеризующих состояние космонавта, конструкции и систем, ультракоротковолновой и коротковолновой аппаратурой для двусторонней радиотелефонной связи космонавта с наземными станциями, командной радиолинией, программно-временным устройством, телевизионной системой с двумя передающими камерами для наблюдения за космонавтом с Земли, радиосистемой контроля параметров орбиты и пеленгации корабля, тормозной двигательной установкой ТДУ-1 и другими системами.
Масса космического корабля вместе с третьей ступенью ракеты-носителя составляла 6,17 тонны, а их длина в связке — 7,35 м.
При разработке спускаемого аппарата конструкторами была выбрана осесимметричная сферическая форма, как наиболее хорошо изученная и имеющая стабильные аэродинамические характеристики для всех диапазонов углов атаки на разных скоростях движения. Это решение позволяло обеспечить приемлемую массу тепловой защиты аппарата и реализовать наиболее простую баллистическую схему спуска с орбиты. В то же время выбор баллистической схемы спуска обуславливал сильные перегрузки, которые предстояло испытать человеку, работающему на борту корабля.
Масса спускаемого аппарата составляла 2460 кг, диаметр — 2,3 м. Корпус изготовлялся из алюминиевых сплавов.
Спускаемый аппарат имел два иллюминатора, один из которых размещался на входном люке, чуть выше головы космонавта, а другой, оснащённый специальной системой ориентации, в полу у его ног. Космонавт, одетый в скафандр, размещался в специальном катапультируемом кресле. На последнем этапе посадки, после торможения спускаемого аппарата в атмосфере, на высоте 7 км, космонавт катапультировался из кабины и совершал приземление на парашюте. Кроме того, была предусмотрена возможность приземления космонавта внутри спускаемого аппарата. Спускаемый аппарат имел собственный парашют, однако не был оснащён средствами выполнения мягкой посадки, что грозило оставшемуся в нём человеку серьёзным ушибом при совместном приземлении.
Аппаратура кораблей «Восток» была выполнена как можно более простой. Манёвр возвращения обычно отрабатывался по автоматической команде, передаваемой по радио с Земли. С целью горизонтальной ориентации корабля использовались инфракрасные датчики. Выравнивание вдоль оси орбиты выполнялось при помощи звёздных и солнечных датчиков ориентации.
В случае отказа автоматических систем космонавт мог перейти на ручное управление. Это было возможно за счёт использования оригинального оптического ориентатора «Взор», установленного на полу кабины. На иллюминаторе размещалась кольцевая зеркальная зона, а на специальном матовом экране были нанесены стрелки, указывающие направление смещения земной поверхности. Когда космический корабль был правильно сориентирован относительно горизонта, все восемь визиров зеркальной зоны освещались солнцем. Наблюдение земной поверхности через центральную часть экрана («бег Земли») позволяло определить направление полёта.
Решить, когда следует начать манёвр возвращения космонавту, помогал прибор «Глобус» — небольшой глобус с часовым механизмом, который показывал текущее положение корабля над Землёй. Зная исходную точку положения, можно было с относительной точностью определить место предстоящей посадки.
Эта ручная система могла быть использована только на освещённой части орбиты. Ночью Земля не могла наблюдаться через «Взор». Автоматическая система ориентации должна была иметь возможность работать в любое время.
Корабли «Восток» не были приспособлены для полётов человека на Луну, а также не допускали возможности полёта людей, не прошедших специальной подготовки. Во многом это обуславливалось конструкцией спускаемого аппарата корабля, ласково именуемого Шарик. Сферическая форма спускаемого аппарата не предусматривала использования двигателей ориентации. Аппарат походил на шар, основной вес которого был сконцентрирован в одной части, таким образом, при движении по баллистической траектории он автоматически разворачивался тяжёлой частью вниз. Баллистический спуск означал восьмикратную перегрузку при возвращении с околоземной орбиты и двадцатикратную при возвращении от Луны. Похожим баллистическим аппаратом была капсула «Меркурий». Корабли «Джемини», «Аполлон» и «Союз» благодаря своей форме и смещённому центру тяжести позволяли снизить испытываемые перегрузки (3 G для возвращения с околоземной орбиты и 8 G при возвращении с Луны) и обладали достаточной манёвренностью для изменения точки посадки.
Советские корабли «Восток» и «Восход» так же, как американский «Меркурий», не могли выполнять орбитальные манёвры, допуская лишь выполнение поворотов относительно основных осей. Повторный запуск двигательной установки не предусматривался, она использовалась лишь с целью выполнения возвратного тормозного манёвра. Тем не менее, С. П. Королёв перед началом разработки «Союза» рассматривал возможность создания маневрирующего «Востока». Этот проект подразумевал стыковку корабля со специальными разгонными модулями, что в перспективе позволяло использовать его в задаче по облёту Луны. Позднее идея маневрирующей версии корабля «Восток» была реализована в разведывательных спутниках «Зенит» и специализированных спутниках «Фотон».

## Пилоты космических кораблей «Восток»
| Космонавт                         | Корабль    |
| --------------------------------- | ---------- |
| Гагарин, Юрий Алексеевич          | «Восток-1» |
| Титов, Герман Степанович          | «Восток-2» |
| Николаев, Андриян Григорьевич     | «Восток-3» |
| Попович, Павел Романович          | «Восток-4» |
| Быковский, Валерий Фёдорович      | «Восток-5» |
| Терешкова, Валентина Владимировна | «Восток-6» |